# Outlook.com
Ne doit pas être confondu avec Outlook Web Access.
Pour les articles homonymes, voir Outlook.
Outlook.com est un service de messagerie web gratuit de la société Microsoft. Créé en 1996 par Jack Smith sous le nom de « Hotmail », ce service est acquis en 1997 par Microsoft, qui le renomme MSN Hotmail, puis Windows Live Hotmail.

## Historique

### Genèse
Jack Smith eut l'idée d'accéder à une adresse de courrier électronique depuis n'importe quel ordinateur à travers le monde. Quand Sabeer Bhatia lui proposa la création d'une entreprise, il cherche un nom finissant par « mail ». Il finit par choisir le terme HoTMaiL reprenant les consonnes du sigle HTML. Le 4 juillet 1996 Hotmail est donc l'un des premiers services de messagerie web.
Hotmail a été le premier à intégrer des publicités en bas de chaque message envoyé.

### Rachat par Microsoft
Hotmail a été vendu en décembre 1997 à Microsoft Corporation qui l'intègre dans sa branche de services Internet MSN.
À partir de fin 2005, Hotmail a proposé une capacité de stockage de 1 Go. Cette augmentation de la capacité de stockage a fait suite à la création de Gmail, qui a proposé une capacité de stockage de 1 Go à partir du 1er avril 2004. En août 2007, la capacité de stockage est passée à 5 Go, et elle est maintenant de 15 Go et de 50 Go pour les abonnés premium 

#### Passage de MSN à Windows Live
Le 1er novembre 2005, Bill Gates présente à San Francisco le remplaçant de Hotmail, Windows Live Hotmail (nom de code « Kahuna »). Il est plus rapide du fait de l'utilisation d'ASP.NET AJAX (technologie AJAX proposée par Microsoft). L'appellation Windows Live Hotmail est progressivement généralisée dans l'ensemble des comptes des utilisateurs de MSN Hotmail à partir du lundi 7 mai 2007.
Une nouvelle version est diffusée à partir de mi-juin 2010 durant quelques semaines, visant à rattraper le retard pris vis-à-vis du webmail de Google : GMail.
Le 12 octobre 2010, Microsoft lance une campagne marketing promouvant Hotmail et ses atouts. Mais ceux mis en avant ne sont autres ceux que GMail a introduits le premier lors de sa sortie en 2004, et des Google Labs : l'intégration de vidéos dans les messages, la possibilité d'envoyer des messages plus lourds et de gérer d'autres boîtes mail depuis une centrale grâce au protocole POP3.
Cette boîte de courriel était l'une des dernières à incorporer des messages publicitaires concernant des services Microsoft dans le corps des messages envoyés par les utilisateurs de ce webmail. Ceux-ci ont été retirés en août 2010.
En juillet 2011, Hotmail, comptant pas moins de 330 millions d'utilisateurs, décide de supprimer l'option disponible sur PC, qui permettait de mémoriser plusieurs comptes Hotmail sur la page d'accueil.

### Refonte en Outlook
Le 31 juillet 2012, la version bêta du nouveau webmail est lancée : l’interface est mise à jour pour rappeler les systèmes d’exploitation Windows 8 et Windows Phone, et le service est renommé « Outlook.com » ; toutefois l’ancienne version est encore disponible.
Le 11 octobre 2015, Microsoft annonce qu'Outlook.com est utilisé par plus de 400 millions d'utilisateurs.
En février 2016, Outlook.com est réinventé pour correspondre à Outlook 365. Selon Microsoft, la mise à jour des comptes prendra plusieurs semaines.
Depuis plusieurs mois[Quand ?], le webmail est également disponible en version bêta. On ne sait pas quand la nouvelle version basculera en version finale.

### Identité visuelle (logo)

1er logo de Hotmail, de 1996 à 1997.
Logo de Hotmail de 1997 à 1998.
Logo de MSN Hotmail de 1998 à 1999.
Logo de MSN Hotmail de 1999 à 2000.
Logo de MSN Hotmail de 2000 à 2005.
Logo de Windows live mail de 2005 à 2009.
Logo de Windows live Hotmail de 2008 à 2010.
Logo de Windows live Hotmail à partir de l’été 2010.
Logo de Windows live Hotmail à partir de l’été 2012.
Logo de Outlook.com de 2012 à 2019
Logo depuis 2019

## Fonctionnalités
Il utilise de l'Ajax et du Web 2.0. On peut changer la couleur, mais contrairement à Gmail, il n'y a pas la possibilité d'intégrer de thème.
Ce webmail propose :
- une capacité de stockage de 25 Go  (précédemment 5 Go) ;
- l'envoi de 25 Mo de pièces jointes en un mail ;
- un antivirus ;
- un anti-spam ;
- une protection contre l'hameçonnage ;
- un correcteur orthographique ;
- De nombreux raccourcis clavier (créer un nouveau message, envoyer un message, supprimer un message, etc.) ;
- une interface personnalisable (couleurs, disposition, etc.) ;
- une interface multilingue : allemand, anglais, arabe, bulgare, chinois (simplifié et traditionnel), coréen, croate, danois, espagnol, estonien, finnois, français, grec, hébreu, hongrois, italien, japonais, letton, lituanien, néerlandais, norvégien, polonais, portugais (Brésil), portugais (Portugal), roumain, russe, serbe, slovaque, slovène, suédois, tchèque, thaïlandais, turc et ukrainien ;
- l'auto-complétion du champ d'adresse : lorsque vous tapez les premières lettres d'une adresse électronique, plusieurs possibilités s'affichent en fonction de votre carnet d'adresses ;
- une mise à jour automatique des informations de vos contacts, lorsque ceux-ci modifient leurs informations (adresse, profession, etc.) votre carnet d'adresses est mis à jour ;
- un affichage des miniatures : lorsque, dans un courriel, vous recevez une image plus grande que la définition de votre écran, celle-ci est recadrée pour s'adapter à la taille de votre écran ;
- un volet de lecture similaire à celui de Gmail qui permet de voir l'arrivée de nouveaux messages ;
- des fonctions souris : lorsque, sur un message ouvert, vous cliquez droit sur son intitulé, plusieurs fonctions s'offrent à vous (fonctions en partie disparues depuis la mise à jour au début de l'été 2010) ; lorsque vous sélectionnez un courriel, vous pouvez le placer, via un glisser-déposer dans différentes boites (courrier indésirable, corbeille, brouillon, envoyé) ;
- des fonctions clavier : lorsque vous laissez votre doigt appuyé sur la Touche Ctrl et que vous cliquez sur vos messages, ceux-ci sont sélectionnés. Avec la Touche Maj, vous cliquez sur le premier et le dernier message de votre choix pour sélectionner tous les messages situés entre les deux ;
- un éditeur de texte enrichi qui permet de rédiger ses courriels comme avec un logiciel de traitement de texte ;
- un outil de recherche interne, pour effectuer des requêtes sur vos messages (titre, expéditeur, etc.) et leur contenu (date, mot, etc.).
- une barre de progression lors des téléchargements

Il proposa par le passé deux modes de fonctionnement :
- la version classique avec une interface proche de celle utilisée dans MSN Hotmail ;
- la version complète incluant toutes les nouvelles options.

Aujourd'hui seule la version complète est disponible mais on peut désactiver le volet de visualisation.

### Sécurité
Outlook.com utilise les spécifications DMARC (qui incluent différentes techniques de sécurité comme DKIM, SPF...). De plus un certificat EV (Extended Validation) permet d'avoir un niveau de sécurité, entre le navigateur et le site web, plus élevée que les certificats numériques courants.

## Serveurs
Les serveurs de Hotmail étaient à l'origine sous FreeBSD et Apache (logiciels libres et concurrents des systèmes Microsoft) ; lors du rachat par Microsoft, il était question de les faire passer rapidement à Windows 2000. En réalité, la transition fut très lente. Elle ne fut accélérée que lorsqu'il fut révélé, en 2000, qu'une partie importante des serveurs, et, qui plus est, les plus stables d'entre eux (ceux dont l'uptime était le plus long), étaient encore sous FreeBSD. Actuellement[Quand ?], les serveurs Hotmail utilisent Windows Server 2003.

## Interopérabilité
Depuis mars 2009 Hotmail fait partie des messageries web disposant d'un accès POP3, ce qui rend son utilisation possible dans tout logiciel de messagerie, ainsi que dans certains webmails qui proposent de relever un autre compte de messagerie POP3.
Chacun de ces services est aussi disponible avec la technologie SSL.
En septembre 2013, Microsoft annonce le support du protocole IMAP.

## Controverse
Outlook.com est cité le 12 juillet 2013 dans un article de The Guardian concernant les révélations sur le programme de surveillance PRISM. D'après l'article, les courriers électroniques collectés à travers ce service le sont avant leur chiffrement.